# Haboudange
Haboudange település Franciaországban, Moselle megyében. Lakosainak száma 231 fő (2022. január 1.). Haboudange Achain, Bellange, Burlioncourt, Château-Voué, Dalhain, Pévange, Riche és Sotzeling községekkel határos.

## Népesség
A település népességének változása:
| Lakosok száma | 219  | 224  | 224  | 262  | 286  | 270  | 267  | 246  | 235  | 231  |
|               | 1968 | 1982 | 1990 | 2006 | 2013 | 2015 | 2017 | 2019 | 2020 | 2022 |